# باد زالزونگن
شهر باد زالزونگن در ایالت تورینگن در کشور آلمان واقع شده است.